# Манучар II Дадіані
Манучар (Мамука) II Дадіані (груз. მანუჩარ II დადიანი; д/н — бл. 1840) — мтаварі Мегрелії у 1791—1793 роках, таваді Саліпартіано в 1799—1805 роках.

## Життєпис
Походив з Другої династії Дадіані (Чіковані-Дадіані). Шостий син мтаварі Кації II і Анни Цулукідзе. Був досить молодим, коли імеретинський цар Соломон II повалив його старшого брата — мегерльського мтаварі Григола, замість якого поставив Манучара.
Був цілком залежним від царя Імеретії, який 1792 року допоміг відбити спробу Григола повернути собі владу в Мегрелії. Втім у 1793 році Манучара II було повалено іншим братом — Таріелом, але Манучар намагався поновитися у владі. Цим скористався Григол, який зумів зайняти Мегрелію. Але під тиском Соломона II погодився передати Манучару феод Саліпартіано.
Остаточно замирвися з Григолом у 1799 році. В подальшому зберігав з останнім союзницькі відносини. 1802 року під час вторгнення до Мегрелії імеретинського царя виступив на боці Григола. 1804 року після смерті останнього спробував зайняти трон Мегрелії, оскільки спадкоємець Леван був малим та знаходився заручником в Абхазії. Втім не досяг успіху, а навпаки російський уряд позбавив його Саліпартіано, яке було приєднано до Мегрелії. Манучару залишили лише власні маєтності та титул князя.
Така ситуація не вдовольняла Манучара. До того ж регентша Ніно не виконала обіцянку виплатити компенсацію за Саліпартіано. Тому 1810 року разом з братом Таріелом повстав, але не мав підтримки в Мегрелії. Тоді доєднався до повсталого царя Соломона II, але того швидко здолали російські війська.
1811 року після відсторонення Ніно від регентства повернувся до Мегрелії, де вів спокійне життя в своїх маєтностях, не відіграючи якоїсь політичної ролі. Помер близько 1840 року.

## Родина
1. Дружина — Дареджан, донька Зураба Шервашидзе, мтаварі Абхазії
Діти:
- Кація (1795—д/н)
- Зураб
- Леван (1807—д/н),
- Катерина (1814—д/н)
- Георгій (д/н—1864)
- Олександр (д/н—1856)
- Дуту (1820—д/н)

2. Дружина — Анною, донька князя Кахаберідзе-Чиджавадзе